# 177982 Popilnia
177982 Popilnia è un asteroide della fascia principale. Scoperto nel 2006, presenta un'orbita caratterizzata da un semiasse maggiore pari a 2,3316595 UA e da un'eccentricità di 0,2184488, inclinata di 2,84451° rispetto all'eclittica.